# Душанка Сифниос
Душанка Сифниос (Скопље, 15. октобар 1933 − Брисел, 14. октобар 2016) била је српска примабалерина и кореограф са највећим интернационалним дометима.

## Биографија
Каријеру је почела у Народном позоришту у Београду 1951. године. Након неколико солистичких улога, у скромном послератном репертоару Балета Народног позоришта у Београду, прекретницу у њеној каријери представља долазак руског кореографа Леонида Лавровског, ради обнављања балета Жизела, у коме добија насловну улогу. Улогу Жизеле одиграла је рекордних 177 пута на својој матичној сцени, а и на другим позорницама као гошћа, укључујући и Бољшој театар.
Друга улога која је обележила њену каријеру је улога Девојке у балету Чудесни мандарин, композитора Беле Бартока, у кореографији Димитрија Парлића. Са овим балетом, такође је обишла светске позорнице са великим успехом.
Други део каријере проводи у Паризу, као солисткиња трупе Мориса Бежара, где је најзапаженија њена интерпретација кореографског виђења Равеловог Болера, коју је чувени кореограф направио за њу. Престала је да игра у 47. години.
Припремила је биографију чије се штампање очекује у априлу 2013. године.